# Primera Nacional B
Die Primera Nacional B (bis zur Saison 2019/20 Primera B Nacional) ist die zweithöchste Spielklasse im argentinischen Fußball-Spielbetrieb. In der Saison 2023 spielten 37 Vereine in dieser Liga um den Aufstieg in die Liga Profesional de Fútbol.

## Geschichte und Entwicklung
Die Liga wurde im Jahr 1986 als „Unterbau“ der Primera División gegründet, um auch Vereinen den Einstieg in den Profi-Fußball zu ermöglichen, die nicht direkt der AFA angehören, dies trifft auf fast alle Klubs außerhalb des Ballungsraums Buenos Aires zu. Vor der Einführung der Liga konnten deren Mannschaften außer in ihren eigenen regionalen Ligen nur im landesweiten Pokalwettbewerb Campeonato Nacional teilnehmen, da der Aufstieg in die Primera División damals nur von der heute drittklassigen Primera B aus möglich war. Die neue Liga wurde ab der Saison 1986/87 zwischen diese beiden Spielklassen geschoben, weiterhin steht sie in der Hierarchie über dem 1995 gegründeten Torneo Argentino A, dem Vereinsmannschaften aus dem Landesinneren angehören.
Bis 2007 wurden zwei Meisterschaften pro Saison ausgespielt: Hinrunde (Apertura) und Rückrunde (Clausura). Seit der Saison 2007/08 wurde dieses System zugunsten einer einheitlichen Meisterschaft aufgegeben. Wegen eines Gewaltausbruchs in einem Aufstiegsspiel wurde zudem ab der Saison 2007/08 vorläufig verboten, dass Fans der Gastmannschaft den Spielen beiwohnen, somit fanden die Spiele nur vor Heimpublikum statt. Diese Regel wurde jedoch 2011 wieder aufgegeben, auch wenn einzelne Spiele weiterhin für die Fans der Gastmannschaft gesperrt werden können, wenn Sicherheitsprobleme erwartet werden.

## Auf- und Abstieg
Bis 2007 war das Aufstiegssystem zwischen erster und zweiter Liga kompliziert – es wurden dabei wegen der doppelten Meisterschaft drei verschiedene Tabellen berücksichtigt, wobei es mehrere Aufstiegsspiele und eine Art Playoff-Runde gab.
Seit der Saison 2007/08 mit einer einheitlichen Meisterschaft steigen Erst- und Zweitplatzierte direkt auf, der Dritte und der Vierte spielen die Auf-/Abstiegsrunde (Promoción) gegen die Dritt- und Viertletzten der Abstiegstabelle der ersten Liga. Die Abstiegstabelle der Primera División wird aus dem Punktedurchschnitt der letzten drei Jahre errechnet. Dabei wird der dritte Aufsteiger in einer Begegnung mit Hin- und Rückspiel zwischen dem 18. der Abstiegstabelle der Primera División und dem Drittplatzierten der Primera Nacional ermittelt, der vierte in einer Begegnung des 17. der Abstiegstabelle der Primera División und dem Viertplatzierten der Primera Nacional.
Der Abstieg erfolgt ebenfalls über eine separate Abstiegstabelle, bei dem der Punkteschnitt der letzten drei Jahre gewertet wird. Die beiden Letzten der Abstiegstabelle steigen direkt – je nach geographischer Herkunft in die Primera B Metropolitana (Mannschaften aus Buenos Aires) oder ins Torneo Argentino A (Mannschaften aus dem Landesinneren) ab. Zwei weitere Mannschaften – die am nächstschlechtesten platzierten aus Buenos Aires und aus dem Landesinneren – spielen eine Abstiegsrunde (promoción) mit den jeweils Zweiten des Torneo Argentino A und der Primera B Metropolitana.